# Broni
Broni, également écrit Brony, est une commune italienne de la province de Pavie, en Lombardie.

## Histoire
- Bataille de Broni le 8 juin 1800.

## Administration
| Période                                  | Période  | Identité     | Étiquette    | Qualité |
| ---------------------------------------- | -------- | ------------ | ------------ | ------- |
| 30 mai 2006                              | En cours | Luigi Paroni | Lista Civica |         |
| Les données manquantes sont à compléter. |          |              |              |         |

### Hameaux
Cassino Po, Casa Bernini, Cascina Monache, Casottelli, Colombaia dei Ratti, Colombirola, Fontanile di Vescovera, Pirocco, Vescovera.

### Communes limitrophes
Albaredo Arnaboldi, Barbianello, Campospinoso, Canneto Pavese, Cigognola, Pietra de' Giorgi, Redavalle, San Cipriano Po, Stradella.

## Économie
La ville abrite une cimenterie du groupe Italcementi.

Le barbacarlo est un vin rouge produit exclusivement dans les collines des environs de Broni.

## Personnalités
- Alberto Alesina (1957-), économiste.

## Jumelages
Ferrare (Italie) depuis 2001.